# Batodonoides
Batodonoides és un gènere d'eulipotifle extint, considerat el mamífer més petit que ha existit mai. Batonoides pesava només 1,3 g i visqué durant l'Eocè inferior a Nord-amèrica.
L'octubre del 1998, científics de la Universitat de Michigan anunciaren que, mentre estudiaven estrats, havien trobat un maxil·lar inferior i diverses dents que pertanyien a un animaló molt petit, B. vanhouteni. Basant-se en la mida de les dents molars, calcularen que B. vanhouteni devia pesar uns 1,3 g. Això en fa el mamífer més petit que ha existit mai, per davant del craseonicteri de nas porcí (2 g) i la musaranya etrusca (2,5 g).